# العملية توباك
عملية توباك هو الاسم الرمزي المزعوم لبرنامج طوارئ استخباراتي عسكري مستمر نشط منذ 1980 تديره وكالة الاستخبارات الباكستانية. للعملية خطة عمل من ثلاثة أجزاء لتقديم الدعم السري للانفصاليين والمسلحين المعادين للهند في كشمير الخاضعة للإدارة الهندية. لقد أذن للبرنامج وبدأ في عام 1988 بأمر من رئيس باكستان حينها محمد ضياء الحق.
الاسم الرمزي للبرنامج مشتق من اسم توباك أمارو الثاني، وهو ثوري بيروفي من القرن الثامن عشر قاد انتفاضة كبيرة في جبال الأنديز ضد الحكم الاستعماري الإسباني في بيرو. يُعتقد أن البرنامج مستمر بشكل نشط حيث حافظت وكالة الاستخبارات الباكستانية على دعمها للانفصاليين الكشميريين، والإسلامويين، وغيرهم من المقاتلين الأيديولوجيين في معركتهم ضد الإدارة الهندية في جامو وكشمير.
بينما تلقت جميع الجماعات الانفصالية الكشميرية التمويل والدعم، فقد كانت المنظمات التي تبنت موقفًا صريحًا مؤيدًا لباكستان في نزاع كشمير مفضلة لدى الدولة الباكستانية بشدة. في إطار هذا البرنامج، ساعدت وكالة الاستخبارات الباكستانية في إنشاء ست مجموعات مسلحة انفصالية في كشمير الخاضعة للإدارة الهندية، بما في ذلك لشكر طيبة، التي اشتهرت بارتكاب هجمات مومباي عام 2008 في الهند. تكهن مسؤولو المخابرات الأمريكية بأن المخابرات الباكستانية استمرت في توفير الحماية والدعم والاستخبارات لعسكر طيبة، من بين الجماعات المسلحة الأخرى في المنطقة.

## دور وكالة الاستخبارات الباكستانية
شاركت وكالة الاستخبارات الباكستانية، وهي وكالة استخبارات من باكستان، في إدارة برامج استخبارات عسكرية في الهند، مع أحد الأقسام الفرعية من قسم مكتب الاستخبارات المشترك المخصص لأداء عمليات مختلفة في الهند. كما شارك مكتب استخبارات الإشارة المشترك في توفير دعم الاتصالات للوكلاء الباكستانيين العاملين في مناطق إقليم جامو وكشمير الهندي الاتحادي. يتعامل قسم الشمال للاستخبارات المشتركة بجناح مكتب مكافحة التجسس المشترك بشكل خاص مع الهند. في الخمسينيات من القرن الماضي، زُعم أن قسم العمل السري في وكالة الاستخبارات الباكستانية قد زوّد بالأسلحة التمرد في شمال شرق الهند.
شجعت وكالة الاستخبارات الباكستانية وساعدت حركة استقلال كشمير من خلال التمرد بسبب خلافها على شرعية الحكم الهندي في كشمير، مع التمرد كوسيلة سهلة لإبقاء القوات الهندية مشتتة ولإدانة الهند دوليًا.
قال الرئيس الباكستاني السابق الجنرال برويز مشرف في أكتوبر 2014 خلال مقابلة تلفزيونية، «لدينا مصدر (في كشمير) إلى جانب الجيش (الباكستاني)... الناس في كشمير يقاتلون ضد (الهند). نحتاج فقط إلى تحريضهم».
قال مكتب التحقيقات الفيدرالي، في أول اعتراف مفتوح له في عام 2011 في محكمة أمريكية، إن وكالة الاستخبارات الباكستانية ترعى الإرهاب في كشمير وتشرف على الجماعات الانفصالية الإرهابية في كشمير.
في عام 2019، حث رئيس وزراء باكستان عمران خان علنًا الشعب الباكستاني على عدم الذهاب إلى كشمير للقيام بالجهاد. كما زعم الناس الذين ذهبوا إلى كشمير سوف «يظلمون الشعب الكشميري». تم إلقاء القبض على معظم المسلحين الباكستانيين الذين عبروا الحدود على مر السنين من قبل قوات الأمن الهندية وهؤلاء المسلحين ينتمون إلى مقاطعة البنجاب الباكستانية.
كما اتهمت الهند وكالة الاستخبارات الباكستانية بإعادة تنشيط النزعات الانفصالية وحركات التمرد في البلاد من خلال دعم الجماعات المسلحة الموالية لخالصتان مثل الاتحاد الدولي لشباب السيخ، من أجل زعزعة استقرار الهند. أشار تقرير صادر عن مكتب المخابرات الهندي إلى أن المخابرات الباكستانية كانت «تحاول يائسة إحياء النشاط العسكري السيخي» في الهند. كما يُزعم أن وكالة الاستخبارات الباكستانية نشطة في طباعة وتوريد أوراق الروبية الهندية المزيفة.

## نطاق وأهداف البرنامج
كانت الأهداف الأساسية لعملية توباك الباكستانية عند تنفيذها:
- توفير دعم الأسلحة والتمويل للانفصاليين والميليشيات ووالإسلامويين في الهند.
- إطلاق بلقنة الهند.
- لاستخدام شبكة التجسس لتكون بمثابة أداة تخريب.
- استغلال الحدود المليئة بالثغرات مع نيبال بنغلاديش وميانمار لإنشاء قواعد تدريب مقاتلين مناهضين للهند للقيام بعمليات ضد الهند.[1][6]
- زرع الخلايا النائمة في الهند والدول المجاورة لها.[1][2]

## عملية توباك والتمرد في جامو وكشمير
بعد انتصار المجاهدين في الحرب السوفيتية في أفغانستان، تسلل مقاتلو المجاهدين، في إطار عملية توباك بمساعدة باكستان، ببطء إلى كشمير بهدف نشر أيديولوجية إسلاموية راديكالية جهادية ضد الاحتلال الهندي في جامو وكشمير.